# Statens sjukhuspersonals förbund
Statens sjukhuspersonals förbund var ett svenskt fackförbund inom Landsorganisationen (LO) som bildades 1941 genom en sammanslagning av Svenska sinnessjukvårdspersonalens förbund och Statens sinnessjukhus ekonomipersonals förbund (tidigare Svenska hospitalens ekonomipersonals förbund). Det uppgick 1967 i Svenska kommunalarbetareförbundet.

## Historia
- 1941 bildades förbundet genom att 4200 medlemmar i Svenska sinnessjukvårdspersonalens förbund och 1400 medlemmar i Statens sinnessjukhus ekonomipersonals förbund (tidigare Svenska hospitalens ekonomipersonals förbund) slog sig samman. Förbundet var från starten med i både LO och Statstjänarkartellen. Senare under 1940-talet var förbundet invecklat i gränsdragningstvister med TCO rörande framför allt yrkesgrupperna arbetsledare, förmän och maskinister vid de psykiatriska sjukhusen. De var i allmänhet TCO-anslutna.
- 1948 uppgick TCO-föreningen Svenska sinnessjukhusens förmansförening i förbundet.
- 1950 hade förbundet 54 avdelningar med 6639 medlemmar.
- 1967 blev landstingen huvudmän för den psykiatriska vården och det föranledde Statens sjukhuspersonals förbund att uppgå  i Svenska kommunalarbetareförbundet.